# Saxifraga taraktophylla
Saxifraga taraktophylla är en stenbräckeväxtart som beskrevs av Cecil Victor Boley Marquand och Airy Shaw. Saxifraga taraktophylla ingår i Bräckesläktet som ingår i familjen stenbräckeväxter. Inga underarter finns listade i Catalogue of Life.